# Districtul Komló
Komló (în maghiară Komlói járás) este un district în județul Baranya, Ungaria.
Districtul are o suprafață de 292,48 km2 și o populație de 35.084 locuitori (2013).